# 寺巷街道
寺巷街道，是中华人民共和国江苏省泰州市海陵区下辖的一个乡镇级行政单位。
2019年11月21日，将浦头镇引江新村东野、永兴2个村民小组划入泰州市海陵区行政区域，由泰州市海陵区寺巷街道大王居委会管理。

## 行政区划
寺巷街道下辖以下地区：
南塘社区、军甫社区、小寿社区、大寿社区、新华社区、康和社区、寺巷社区、小王社区、大王社区、石桥社区、三野社区、屠桥社区、二桥社区和帅于村。